# Antônio Annibelli
Antônio Annibelli (São Paulo, 14 de outubro de 1911 — Curitiba, 15 de agosto de 1997) foi um advogado e político brasileiro.

## Biografia

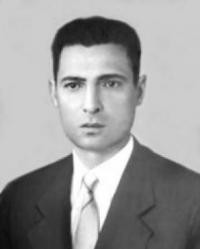

Filho de Alberto Annibelli e de Francisca Anibelli, fez o curso primário e o ginasial, até o 4° ano, em Santa Maria da Boca do Monte Rio Grande do Sul, havendo-o concluído no Ginásio Paranaense, hoje Colégio Estadual do Paraná, em 1931.
Em 1936 formou-se, pela Faculdade de Direito do Paraná, como bacharel em direito.
Ingressou no Ministério Público, tendo iniciado a carreira em Ipiranga e depois Clevelândia. Neste último município elegeu-se, em 1944, prefeito.
Foi eleito para a Assembleia Legislativa em 1950 e reeleito em 1958. Mais tarde, em 1962, ascendeu à Câmara dos Deputados.
Foi governador do estado do Paraná, de 3 de abril até 1 de maio de 1955, em substituição ao governador Bento Munhoz da Rocha Netto, quando este aceitou ocupar a pasta do Ministério da Agricultura no governo Café Filho.
Morreu em 15 de agosto de 1997, aos 85 anos, em Curitiba.